# Marcel Suarès
Pour les articles homonymes, voir Suarès.

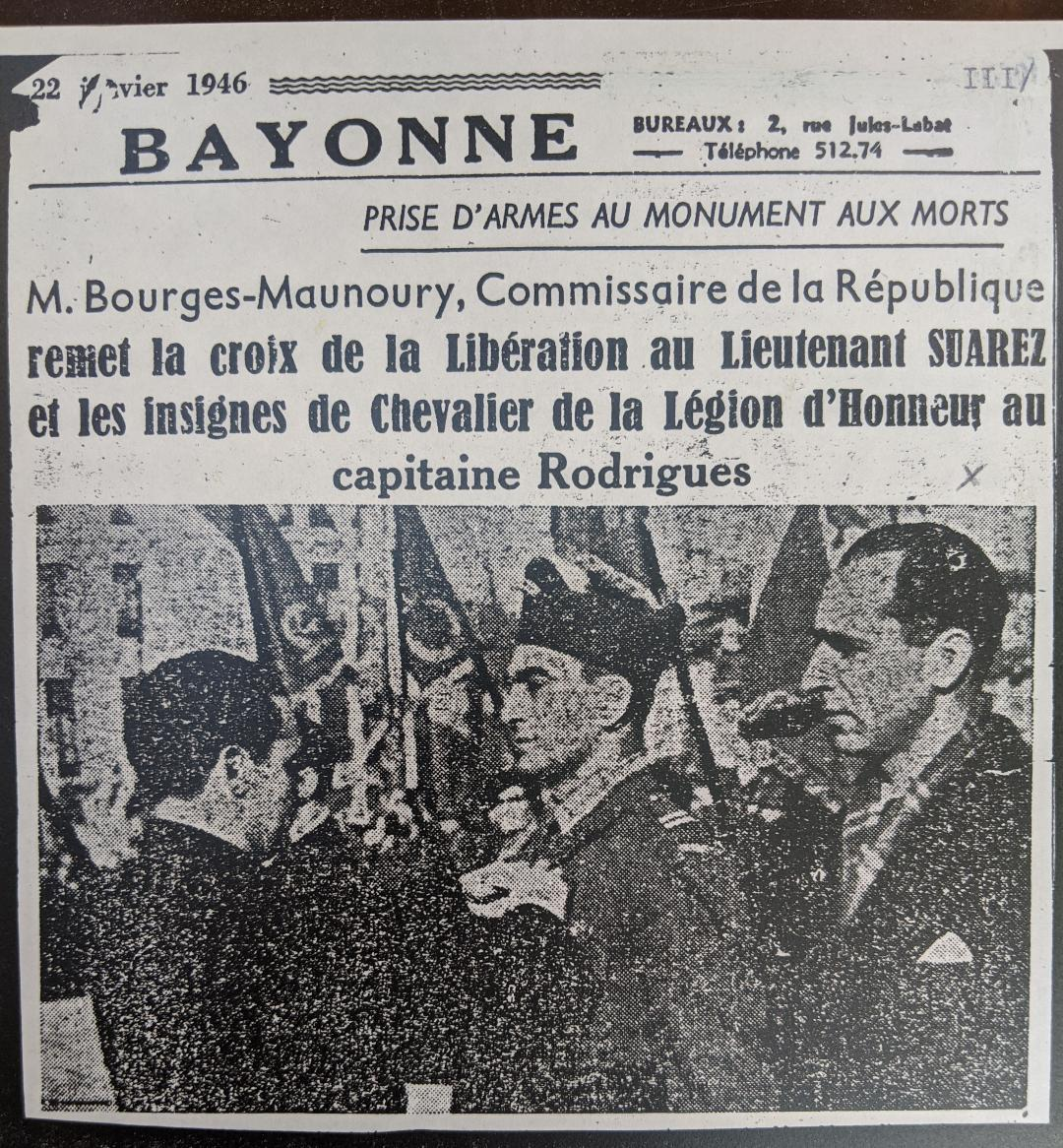
Marcel Suarès (centre), 22 février 1946

Marcel Suarès (Bayonne, 6 août 1914 - 9 décembre 2004 dans la même ville) est un résistant français, Compagnon de la Libération. Engagé dans les forces françaises libres (FFL) en 1943, il intègre le bureau central de renseignements et d'action (BCRA) et s'illustre pendant toute la guerre en réalisant un grand nombre d'opérations de sabotage dans les usines participant à l'effort de guerre allemand. Après le conflit, il est conseiller municipal de la ville de Bayonne pendant plus de quarante ans. Il est enterré au cimetière israélite de Bayonne.

## Biographie

### Jeunesse et engagement
Fils d'un cheminot et d'une commerçante, Marcel Suarès naît le 6 août 1914 à Bayonne dans les Pyrénées-Atlantiques. Après avoir obtenu un CAP de forgeron-serrurier, il occupe un poste d'ajusteur-outilleur. En 1935, il est appelé pour son service militaire qu'il effectue jusqu'en 1937 au 502e régiment de chars de combat à Angoulême. En bon Bayonnais, il pratique la pelote et le jeu à XIII dont il gagne la coupe de France en 1936 avec la sélection de la côte basque.

### Seconde Guerre mondiale
Lorsque la Seconde Guerre mondiale est déclenchée en 1939, Marcel Suarès est mobilisé et retrouve les rangs du 502e RCC d'Angoulême qui est dissous pour donner naissance à plusieurs groupes de bataillon de chars (GBC). Affecté au 4e bataillon de chars du 503e GBC, il prend part à bord d'un FCM 36 à la bataille de France dans la région de Sedan. Le 10 mai 1940, lors de l'offensive allemandes, il est blessé et doit être évacué vers un hôpital de Bordeaux. À l'issue de sa convalescence, il rentre à Bayonne et, démobilisé, il reprend son ancien emploi d'ajusteur jusqu'en juin 1942. Fortement anti-allemand, il a une altercation avec un sous-officier allemand et jette celui-ci par-dessus la rambarde du pont où a lieu l'incident. Peu de temps après, le port de l'étoile jaune est imposé aux juifs de la zone occupée. Suarès, dont les ascendants juifs portugais ont connu des persécutions antisémites dans leur pays, décide alors de passer en zone libre. En novembre 1942, après l'invasion de la zone libre par les Allemands et en vue de l'instauration du STO que Pierre Laval officialisera le 16 février 1943, Marcel Suarès cherche à quitter la France pour rejoindre l'Angleterre. Le 14 janvier 1943, avec l'un de ses cousins, il franchit la frontière espagnole et rejoint Lisbonne d'où il embarque pour la Grande-Bretagne qu'il atteint le 25 février.
Engagé dans les forces françaises libres (FFL), il est affecté au bureau central de renseignements et d'action (BCRA) et est intégré à une formation de saboteur. Il est alors sévèrement brûlé au cours d'un exercice en manipulant un produit incendiaire au mois de juillet. Il reprend la formation après un mois d'hospitalisation. Prenant le pseudonyme de "Fléau", il est volontaire pour des missions spéciales en France et, le 25 novembre 1943, il est parachuté dans les environs de Châtillon-sur-Chalaronne dans l'Ain en compagnie de Pierre Briout. L'objectif de leur mission, baptisée "Patchouli", est de remonter vers la région parisienne pour y saboter des usines d'armement et de roulements à billes. En janvier 1944, Marcel Suarès fait un passage en Normandie pour y récupérer des armes et des explosifs et donner des cours de sabotage, puis de retour en Île-de-France, il organise le sabotage de l'usine SKF d'Ivry-sur-Seine. En déplacement à Arras en tant qu'instructeur en février, il se rend en mars à Courbevoie pour y faire exploser l'usine Bronzavia en compagnie de François Fouquat puis l'usine Timkem à Gennevilliers. À la suite de ces opérations durant lesquelles il a abattu deux hommes de la Gestapo et un sous-officier, Marcel Suarès est activement recherché par la police allemande.
Poursuivant ses actions de sabotage, l'équipe de la mission Patchouli détruit plusieurs chars et le pont roulant des usines Renault de Boulogne-Billancourt le 29 avril 1944 puis la fabrique Rossi à Levallois-Perret le 1er mai. Le 19 mai, ce sont les usines Malicet & Blin d'Aubervilliers qui sont touchées par Marcel Suarès et ses compagnons. Le 6 juin 1944, ils reçoivent l'ordre de Londres d'intégrer le maquis de la Nièvre où ils rejoignent André Rondenay. Le 10 juin, le groupe détruit huit écluses du canal du Nivernais. Le surlendemain, près de Lormes, Suarès et ses compagnons attaquent une unité ennemie et tuent douze allemands. Au cours de ce mois de juin, Marcel Suarès se déplacent entre les départements de l'Aube, de la Nièvre et de l'Yonne pour y donner des cours de sabotage. Le 15 juin, ses camarades Pierre Briout et François Fouquat sont tués par les allemands après une embuscade au retour d'une opération de parachutage. Continuant malgré tout sa mission, Suarès parvient à voler une automitrailleuse à Paris pour la ramener au maquis de la Nièvres. Il retourne dans la capitale en août 1944 et participe à la libération de Paris en contribuant à la défense de l'hôtel de ville. Lors des combats il est capturé mais parvient à s'échapper quelques minutes plus tard en tuant le soldat allemand qui le garde. Il est ensuite chargé d'assurer la protection du central téléphonique de l'opéra Garnier. En septembre, il est affecté à la DGER jusqu'à la fin de la guerre.

### Après-guerre
Le conflit terminé, Marcel Suarès retourne à Bayonne où il fonde une entreprise d'électricité. Très impliqué dans la vie locale, il devient conseiller municipal et occupe ce poste pendant 42 ans. Il est parallèlement président de la section locale de l'Union des évadés de France, de l'Association des Combattants Volontaires de la Résistance, président titulaire puis d'honneur de la 39e section des médaillés militaires et administrateur de la caisse d'allocations familiales de Bayonne. Marcel Suarès meurt le 9 décembre 2004 dans sa ville natale où il est également inhumé.

## Décorations
|  |  |  |
|  |  |  |
|  |  |  |
|  |  |  |

| Commandeur de la Légion d'Honneur               | Commandeur de la Légion d'Honneur               | Commandeur de la Légion d'Honneur               | Compagnon de la Libération            | Compagnon de la Libération   | Compagnon de la Libération   | Médaille militaire             | Médaille militaire             | Médaille militaire             |
| Croix de guerre 1939-1945                       | Croix de guerre 1939-1945                       | Croix de guerre 1939-1945                       | Médaille des évadés                   | Médaille des évadés          | Médaille des évadés          | Croix du combattant volontaire | Croix du combattant volontaire | Croix du combattant volontaire |
| Croix du combattant volontaire de la Résistance | Croix du combattant volontaire de la Résistance | Croix du combattant volontaire de la Résistance | Croix du combattant                   | Croix du combattant          | Croix du combattant          | Médaille des blessés de guerre | Médaille des blessés de guerre | Médaille des blessés de guerre |
| Chevalier de l'Ordre du Mérite social           | Chevalier de l'Ordre du Mérite social           | Chevalier de l'Ordre du Mérite social           | Chevalier de l'Ordre du Mérite social | Military Cross (Royaume-Uni) | Military Cross (Royaume-Uni) | Military Cross (Royaume-Uni)   | Military Cross (Royaume-Uni)   |                                |

## Hommages
- Dans sa ville de Bayonne, une allée a été baptisée en son honneur[5].